# Vilmos Milano
Vilmos Milano (bürgerlich Wilhelm Müller) (* 8. Juli 1913 in Zalaegerszeg; † 1995) war ein deutsch-ungarischer Kraftakrobat und Zirkusdirektor.

## Leben
Vilmos Milano war der Sohn einer Ungarin und eines Deutschen. Seine Eltern besaßen einen Zirkus, in dem Milano bereits im Alter von 6 Jahren zum ersten Mal mit akrobatischen Übungen auftrat. In der Familie hatte die Kraftakrobatik Tradition: Sein Großvater war nach Milanos eigenen Schilderungen ein „großartiger Kraftmensch“, eine Tante habe mit über 50 Jahren noch „spielend den einarmigen Handstand gezeigt“.
1934 zog die Familie nach Deutschland, bekam aber wegen des fehlenden Ariernachweises Schwierigkeiten mit den Behörden. Die Folge davon waren finanzielle Probleme. Milano hatte sich inzwischen eine große Anzahl kraftakrobatischer Kunststücke erarbeitet, mit denen er von zahlreichen Zirkusunternehmen engagiert wurde. Nach den Bombenangriffen auf Dresden lebte Milano – mittlerweile verheiratet – in Sebnitz und hatte dort bereits im Mai 1945 wieder erste Auftritte. Mit vier Pferden und einem Esel gründete er 1949 den Zirkus Milano. Ein Großteil des Programms bestimmten artistische Darbietungen, unter denen sich auch Kraftnummern des Direktors befanden.
Bei dem Versuch anlässlich eines Gastspiels in Ilmenau im Mai 1961 eine Werbeanzeige in der Zeitschrift Freies Wort zu schalten, überzeugte Milano die zweifelnde Redaktion von seinen Fähigkeiten, in dem er vor deren Augen einen Hufnagel zu einem Korkenzieher drehte. Ein großer Artikel und ausverkaufte Vorstellungen waren die Folge. 1968 erlitt er während einer Vorstellung in Lommatzsch einen Lungenriss und beendete daraufhin seine aktive Karriere, 1971 schwächte ihn zudem noch ein Herzinfarkt. Vilmos Milano lebte zuletzt in Dresden und verstarb 1995. Der Zirkus Milano wurde 1971 von den DDR-Behörden enteignet, nach anderen Quellen stellte das Unternehmen 1972 den Betrieb ein.

## Kunststücke und Tricks
Neben dem schon erwähnten Drehen eines Hufnagels zu einem Korkenzieher, hob Vilmos Milano beispielsweise eine 300 Pfund schwere Kugel mit den Zähnen an und dehnte dabei mit den Armen einen Expander. Anschließend hob er die Kugel mit einem Finger einen knappen Meter hoch. Milano balancierte einen Holzbalken durch die Manege, auf dem zwölf Erwachsene saßen. Er zerbrach Hufeisen, zerriss Eisenketten und trug ein sich drehendes, mit sechs Personen besetztes Karussell, während eine weitere Person in seinem Genick saß. Er stemmte Pferde und trug sie durch die Manege. Mehrere Menschen liefen über seinen Körper, während er rücklings auf einem Nagelbrett lag. Ebenfalls in Rückenlage ließ Milano sich die Brust mit einem Amboss beschweren, auf den die Zuschauer einschlagen konnten.

## Privates
Milanos Frau Sonja entstammt der Zirkusfamilie Brumbach. Ursprünglich wollte sie den Schauspielerberuf ergreifen, stieg dann aber in das Zirkusunternehmen ihres Mannes ein und wurde eine erfolgreiche Raubtierdresseurin. Gemeinsam hatten sie vier Söhne, von denen Michael bereits 1960 als 16-Jähriger mit Raubtieren arbeitete und daneben einige kraftakrobatische Kunststücke zeigte. Die Zwillinge André und Armand waren ebenfalls im Schaustellergewerbe tätig. Sohn Mario trat mit einer Löwengruppe auf, später auch mit Bären. Heute arbeitet er wie sein Vater als Zirkusdirektor, z. B. des Dresdner Weihnachts-Circus.